# Alcoutim
Alcoutim é um município raiano português pertencente ao Distrito de Faro, e sub-região (NUT III) e região (NUT II) do Algarve. Até à divisão administrativa, estabelecida em 1832, pertencia à província do Alentejo.
O Município de Alcoutim, com sede na vila homónima de Alcoutim, tem 575,36 km² de área e 2413 habitantes (2023), estando subdividido em 4 freguesias. O município é limitado a norte pelo município de Mértola, a leste pela Espanha (municípios andaluzes de El Granado, Sanlúcar de Guadiana e San Silvestre de Guzmán), a sudeste por Castro Marim, a sudoeste por Tavira e a oeste por Loulé e Almodôvar.
Uma balsa de passageiros para Sanlúcar de Guadiana, Espanha, está disponível, mas não leva veículos. Por estrada a distância entre as duas povoações é de 70 km.

## Etimologia e heráldica
Segundo Adalberto Alves, no seu Dicionário de Arabismos da Língua Portuguesa, a origem do topónimo Alcoutim é a expressão árabe al-quṭamî, «o falcão real».

### Lenda da origem da palavra Aleo

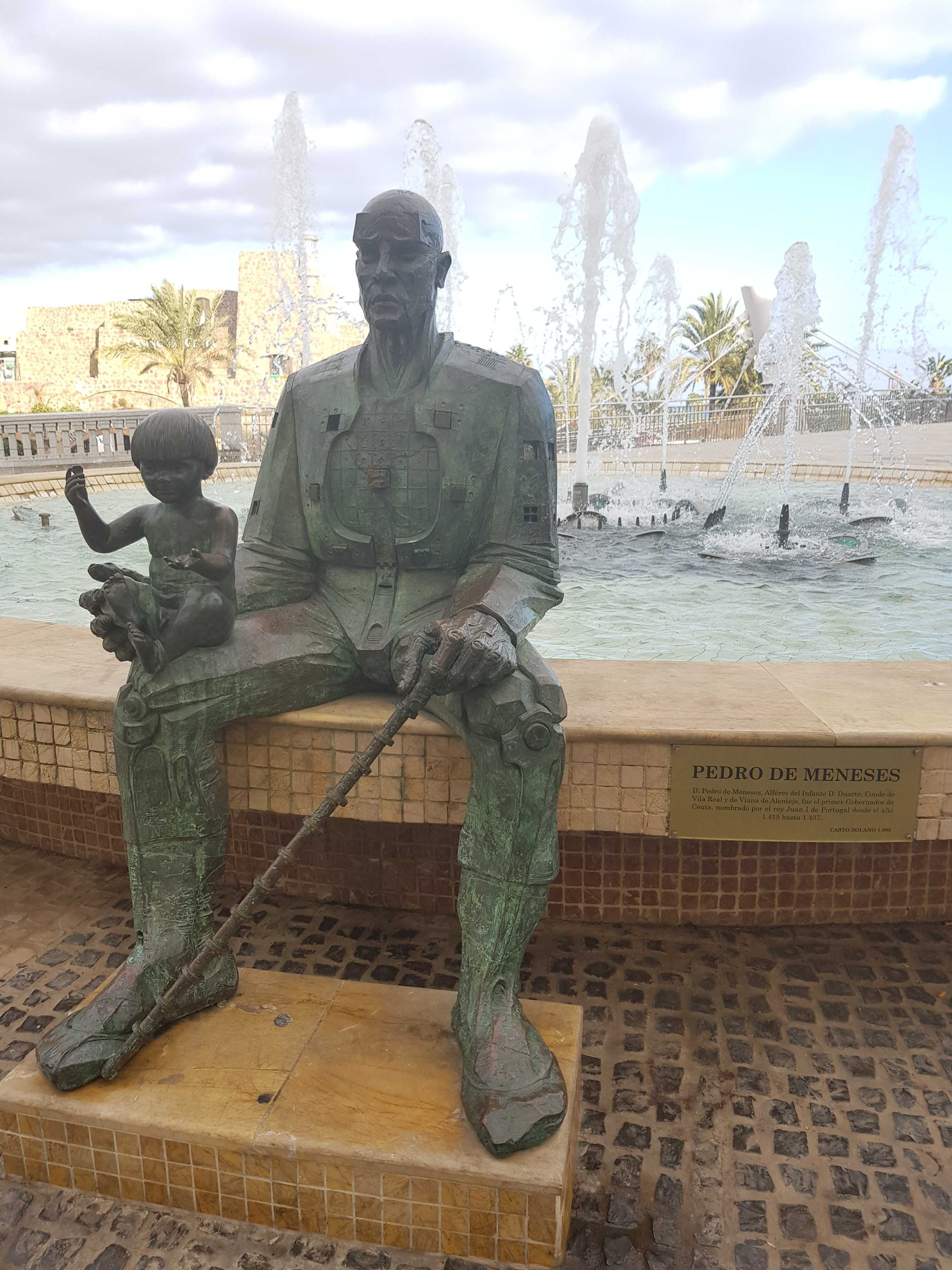
A escultura de Pedro de Meneses em Ceuta

Quando D. João I estava a decidir qual o Governador de Ceuta, depois da conquista da cidade, em 2 de setembro de 1415 (comemorado no Dia de Ceuta), o jovem Pedro estava por perto, jogando distraidamente "choca" (uma espécie de hóquei medieval) com um taco de zambujeiro ou Aleo (oliveira silvestre). O jovem Pedro de Meneses, 1.º Conde de Vila Real deu um passo à frente e se aproximou do Rei com seu taco de jogo (aleo) na mão e lhe disse que, com apenas esse taco, ele poderia defender Ceuta de todo o poder do Marrocos. Como resultado dessa história, todos os futuros governadores portugueses de Ceuta receberiam um zambujeiro como símbolo de seu cargo após a investidura. O aleo usado por Pedro é mantido na Igreja de Santa María de África em Ceuta, a estátua de Maria segura o aleo.
'Aleu' ou 'aleo' podem ser vistos no brasão de armas de Alcoutim e Vila Real, onde os descendentes de Pedro foram feitos conde de Alcoutim ou conde de Vila Real, respectivamente.

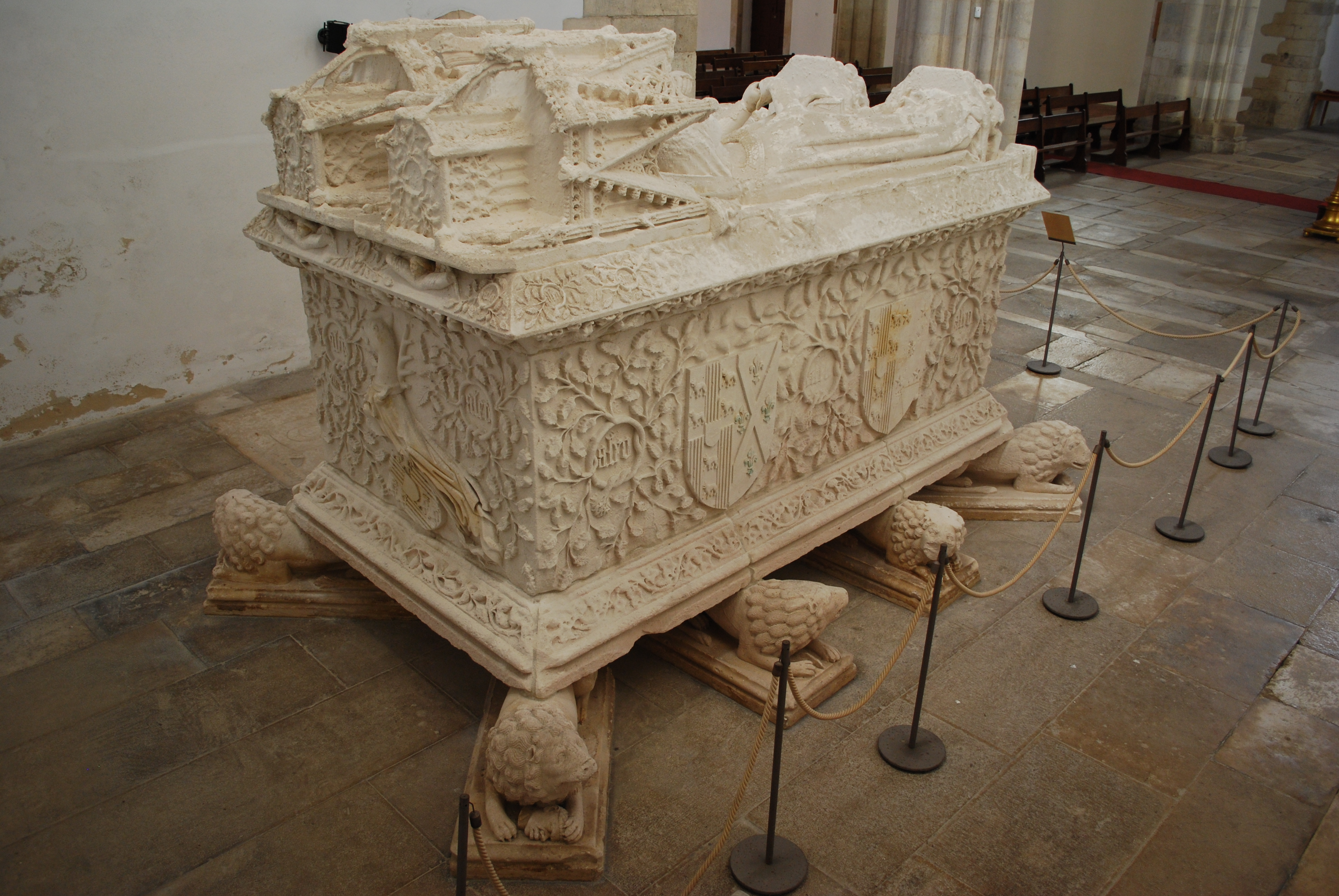
"Aleo" encontra-se escrito no túmulo de Pedro de Menezes na Igreja da Graça (Santarém), Portugal

Para outras e distintas perspetivas acerca do(s) significado(s) da divisa aleo de D. Pedro de Meneses.

## Freguesias
O município de Alcoutim está dividido em 4 freguesias:

Freguesias do município de Alcoutim

| Freguesia          | Residentes (2011) | Residentes (2021) |
| ------------------ | ----------------- | ----------------- |
| Alcoutim e Pereiro | 1134              | 1110              |
| Giões              | 256               | 152               |
| Martim Longo       | 1030              | 928               |
| Vaqueiros          | 497               | 333               |
| Total              | 2917              | 2523              |

## Demografia
A população registada nos censos foi:
(Obs.: Número de habitantes "residentes", ou seja, que tinham a residência oficial neste município à data em que os censos se realizaram.)
| Número de habitantes por Grupo Etário | Número de habitantes por Grupo Etário | Número de habitantes por Grupo Etário | Número de habitantes por Grupo Etário | Número de habitantes por Grupo Etário | Número de habitantes por Grupo Etário | Número de habitantes por Grupo Etário | Número de habitantes por Grupo Etário | Número de habitantes por Grupo Etário | Número de habitantes por Grupo Etário | Número de habitantes por Grupo Etário | Número de habitantes por Grupo Etário | Número de habitantes por Grupo Etário | Número de habitantes por Grupo Etário |
| ------------------------------------- | ------------------------------------- | ------------------------------------- | ------------------------------------- | ------------------------------------- | ------------------------------------- | ------------------------------------- | ------------------------------------- | ------------------------------------- | ------------------------------------- | ------------------------------------- | ------------------------------------- | ------------------------------------- | ------------------------------------- |
|                                       | 1900                                  | 1911                                  | 1920                                  | 1930                                  | 1940                                  | 1950                                  | 1960                                  | 1970                                  | 1981                                  | 1991                                  | 2001                                  | 2011                                  | 2021                                  |
| 0-14 Anos                             | 2 711                                 | 2 865                                 | 2 659                                 | 2 883                                 | 3 212                                 | 2 997                                 | 2 163                                 | 1 320                                 | 844                                   | 583                                   | 323                                   | 230                                   | 158                                   |
| 15-24 Anos                            | 1 467                                 | 1 409                                 | 1 274                                 | 1 753                                 | 1 754                                 | 1 709                                 | 1 637                                 | 855                                   | 563                                   | 479                                   | 334                                   | 182                                   | 168                                   |
| 25-64 Anos                            | 3 715                                 | 3 769                                 | 3 421                                 | 3 997                                 | 4 689                                 | 4 827                                 | 4 632                                 | 3 620                                 | 2 491                                 | 2 043                                 | 1 603                                 | 1 223                                 | 998                                   |
| = ou > 65 Anos                        | 372                                   | 459                                   | 512                                   | 512                                   | 655                                   | 804                                   | 856                                   | 1 120                                 | 1 364                                 | 1 466                                 | 1 510                                 | 1 282                                 | 1 199                                 |
| > Id. desconh                         | 14                                    | 12                                    | 15                                    | 4                                     | 32                                    |                                       |                                       |                                       |                                       |                                       |                                       |                                       |                                       |

(Obs: De 1900 a 1950 os dados referem-se à população "de facto", ou seja, que estava presente no município à data em que os censos se realizaram. Daí que se registem algumas diferenças relativamente à designada população residente)
Em 2014, só nasceram quatro crianças em Alcoutim, o que coloca o município no último lugar do ranking da natalidade no continente.
Em 2015 nasceram 13 crianças.
Em 2014, mais de 60% da população do município tem uma idade superior a 65 anos.
Em 2018, Alcoutim é o município com maior proporção de idosos do país, contando-se 95 idosos por 100 pessoas em idade ativa, valores que quase se igualam.
| 2005 | 13 | 74 |
| 2006 | 19 | 87 |
| 2007 | 5  | 85 |
| 2008 | 14 | 87 |
| 2009 | 10 | 74 |

## Equipamentos
- GNR
- Parque de caravanismo do Pereiro

### Percursos pedestres
- PR1 ACT Corre...Corre Guadiana - 8km Entidade Promotora: ODIANA[12]
- PR2 ACT Descida ao Guadiana - 14km Entidade Promotora: ODIANA[12]
- PR3 ACT Os Encantos de Alcoutim - 13km Entidade Promotora: ODIANA[12]
- PR4 ACT Circuito da Fonte Zambujo - 10km Entidade Promotora: ODIANA[12]
- PR5 ACT O Viçoso - 13km Entidade Promotora: ODIANA[12]
- PR6 ACT Memórias Vivas - 13km Entidade Promotora: ODIANA[12]
- PR7 ACT Cerro Acima, Cerro Abaixo - 13km Entidade Promotora: ODIANA[12]
- PR8 ACT Em Busca do Vale Encantado - 13km Entidade Promotora: ODIANA[12]

## Património
Ver também: Lista de património edificado em Alcoutim
Património não religioso
- Barragem romana de Álamo
- Casa do Ferreiro
- Castelo Velho de Alcoutim ou Castro de Santa Bárbara
- Castelo (ou cerro) das Relíquias[13]
- Cerro do Castelo de Santa Justa  ou Povoado calcolítico do Cerro do Castelo
- Fortaleza de Alcoutim ou Castelo de Alcoutim
- Menires de Lavajo I e II[14]
- Museu do Rio
- Núcleo Museológico de Vaqueiros, igualmente conhecido como Núcleo Museológico Vidas do Campo
- Núcleo Museológico Dr. João Dias
- Parque Mineiro da Cova dos Mouros
- Tolo da Eira dos Palheiros
- Tolo do Cerro do Malhanito
- Villa romana do Montinho das Laranjeiras

Património religioso
- Capela de São Bento
- Ermida de Nossa Senhora da Conceição
- Ermida de S. Domingos
- Igreja de Nossa Senhora da Oliveira
- Igreja de Martim Longo
- Igreja Matriz de Giões
- Igreja Matriz de Vaqueiros

Património de origem natural
- Moinhos e piscinas naturais do Rio Vascão (nomeadamente a Água Santa).

## Política

### Eleições autárquicas[15]
| Data | %     | V     | %       | V       | %            | V            | %              | V       | %              | V       | %        | V        | %        | V        | %              | V  | Participação   |                |
| Data | PS    | PS    | PPD/PSD | PPD/PSD | FEPU/APU/CDU | FEPU/APU/CDU | CDS-PP         | CDS-PP  | PSD-CDS        | PSD-CDS | MPT      | MPT      | PPM      | PPM      | CH             | CH | Participação   |                |
| ---- | ----- | ----- | ------- | ------- | ------------ | ------------ | -------------- | ------- | -------------- | ------- | -------- | -------- | -------- | -------- | -------------- | -- | -------------- | -------------- |
| Data | 1976  | 55,46 | 4       | 22,93   | 1            | 13,68        | -              |         |                |         |          |          |          |          |                |    |                | 54,88 / 100,00 |
| 1979 | 42,04 | 2     | 32,77   | 2       | 19,10        | 1            | 62,79 / 100,00 |         |                |         |          |          |          |          |                |    |                |                |
| 1982 | 52,14 | 3     | 26,62   | 1       | 13,50        | 1            | 69,33 / 100,00 |         |                |         |          |          |          |          |                |    |                |                |
| 1985 | 52,90 | 3     | 31,13   | 2       | 10,45        | -            | 68,76 / 100,00 |         |                |         |          |          |          |          |                |    |                |                |
| 1989 | 50,18 | 3     | 33,94   | 2       | 11,53        | -            | 67,76 / 100,00 |         |                |         |          |          |          |          |                |    |                |                |
| 1993 | 37,99 | 2     | 46,20   | 3       | 9,11         | -            | 1,76           | -       | 73,20 / 100,00 |         |          |          |          |          |                |    |                |                |
| 1997 | 44,04 | 2     | 46,45   | 3       | 5,23         | -            | 0,36           | -       | 73,97 / 100,00 |         |          |          |          |          |                |    |                |                |
| 2001 | 31,82 | 2     | 55,31   | 3       | 4,74         | -            | 3,51           | -       | 73,19 / 100,00 |         |          |          |          |          |                |    |                |                |
| 2005 | 40,86 | 2     | 49,26   | 3       | 2,95         | -            | 2,51           | -       | 72,57 / 100,00 |         |          |          |          |          |                |    |                |                |
| 2009 | 43,53 | 2     | 51,56   | 3       | 2,09         | -            |                |         | 77,50 / 100,00 |         |          |          |          |          |                |    |                |                |
| 2013 | 50,86 | 3     | 42,24   | 2       | 2,52         | -            | 75,71 / 100,00 |         |                |         |          |          |          |          |                |    |                |                |
| 2017 | 66,11 | 4     | CDS-PP  | CDS-PP  | 4,69         | -            | PPD/PSD        | PPD/PSD | 24,81          | 1       | PSD- CDS | PSD- CDS | PSD- CDS | PSD- CDS | 77,55 / 100,00 |    |                |                |
| 2021 | 55,07 | 3     | 37,34   | 2       | 2,99         | -            |                |         |                |         |          |          |          |          | 1,07           | -  | 77,04 / 100,00 |                |

### Eleições legislativas
| Data | %     | %     | %     | %    | %     | %     | %        | %     | %    | %     | %    | %   | %       | % | %  | %  |
| Data | PS    | PSD   | PCP   | CDS  | UDP   | AD    | APU/ CDU | FRS   | PRD  | PSN   | BE   | PAN | PSD CDS | L | CH | IL |
| ---- | ----- | ----- | ----- | ---- | ----- | ----- | -------- | ----- | ---- | ----- | ---- | --- | ------- | - | -- | -- |
| 1976 | 43,44 | 17,63 | 13,20 | 3,14 | 1,99  |       |          |       |      |       |      |     |         |   |    |    |
| 1979 | 38,21 | AD    | APU   | AD   | 2,30  | 29,84 | 17,71    |       |      |       |      |     |         |   |    |    |
| 1980 | FRS   | AD    | APU   | AD   | 0,91  | 32,41 | 15,91    | 38,55 |      |       |      |     |         |   |    |    |
| 1983 | 46,76 | 23,02 | APU   | 3,22 | 0,58  |       | 17,51    |       |      |       |      |     |         |   |    |    |
| 1985 | 38,49 | 20,82 | APU   | 5,18 | 0,76  | 14,98 | 11,76    |       |      |       |      |     |         |   |    |    |
| 1987 | 35,33 | 36,61 | CDU   | 1,80 | 0,73  | 10,81 | 2,53     |       |      |       |      |     |         |   |    |    |
| 1991 | 36,88 | 44,85 | CDU   | 1,73 |       | 7,26  | 1,03     | 2,02  |      |       |      |     |         |   |    |    |
| 1995 | 52,53 | 32,42 | CDU   | 3,19 | 0,59  | 6,75  |          | 0,48  |      |       |      |     |         |   |    |    |
| 1999 | 49,85 | 36,36 | CDU   | 3,04 |       | 6,54  |          | 0,76  |      |       |      |     |         |   |    |    |
| 2002 | 42,46 | 43,13 | CDU   | 4,06 | 5,31  | 0,94  |          |       |      |       |      |     |         |   |    |    |
| 2005 | 49,58 | 31,56 | CDU   | 4,01 | 5,99  | 3,16  |          |       |      |       |      |     |         |   |    |    |
| 2009 | 40,54 | 35,30 | CDU   | 6,37 | 6,32  | 5,55  |          |       |      |       |      |     |         |   |    |    |
| 2011 | 35,00 | 43,02 | CDU   | 7,40 | 5,62  | 2,06  | 0,61     |       |      |       |      |     |         |   |    |    |
| 2015 | 42,98 | CDS   | CDU   | PSD  | 6,93  | 5,07  | 0,64     | 37,14 | 0,51 |       |      |     |         |   |    |    |
| 2019 | 48,03 | 27,96 | CDU   | 3,27 | 5,35  | 5,65  | 1,19     |       | 0,67 | 0,97  | 0,07 |     |         |   |    |    |
| 2022 | 46,92 | 32,09 | CDU   | 0,86 | 4,80  | 2,15  | 0,36     | 0,43  | 6,95 | 1,36  |      |     |         |   |    |    |
| 2024 | 37,59 | AD    | CDU   | AD   | 30,96 | 3,78  | 2,64     | 0,86  | 1,57 | 14,27 | 1,93 |     |         |   |    |    |

## Geminações
A vila de Alcoutim é geminada com a seguinte cidade
- Blain, Loire-Atlantique, França

## Galeria

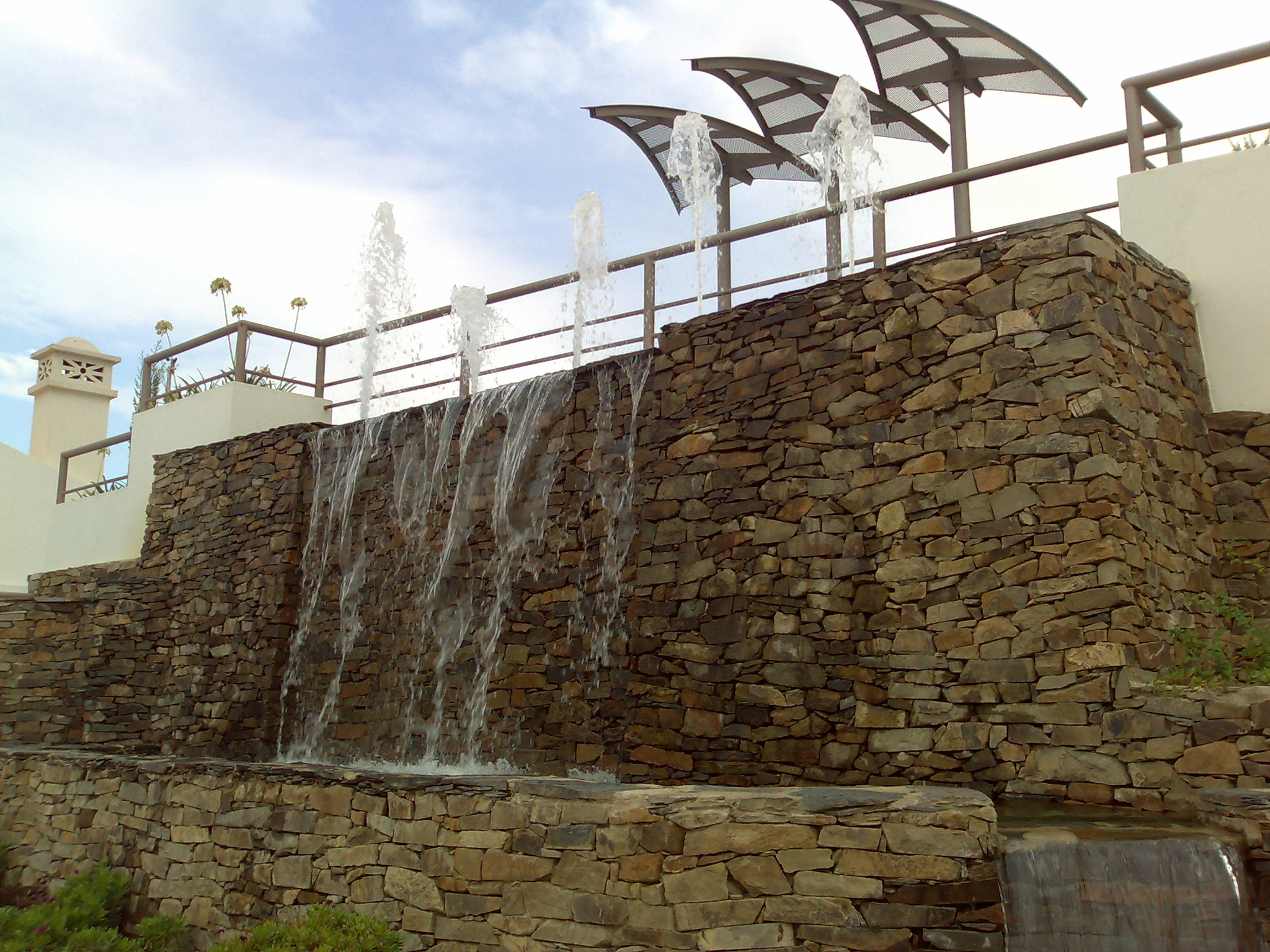
Fonte
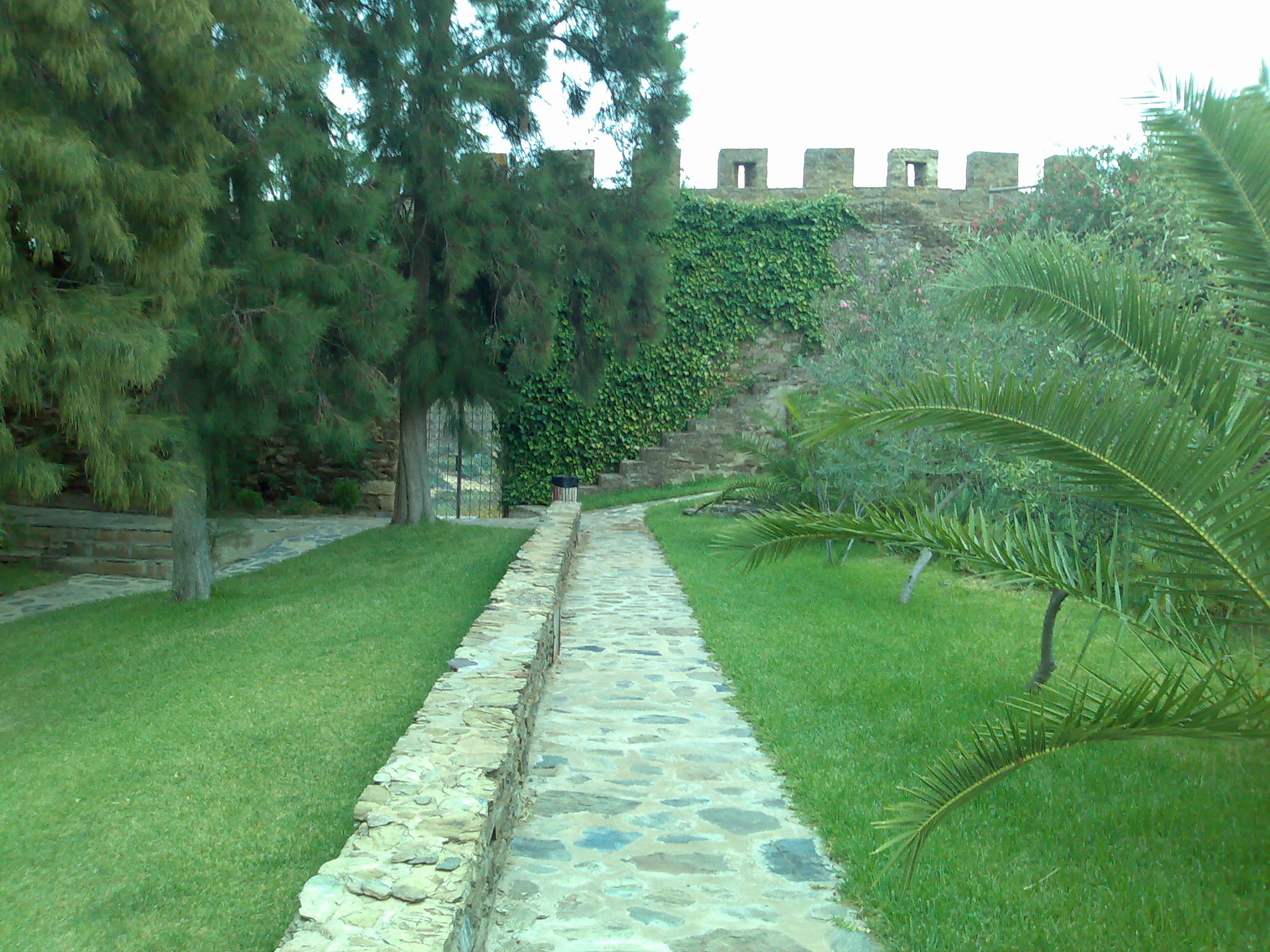
Vista interior do Castelo
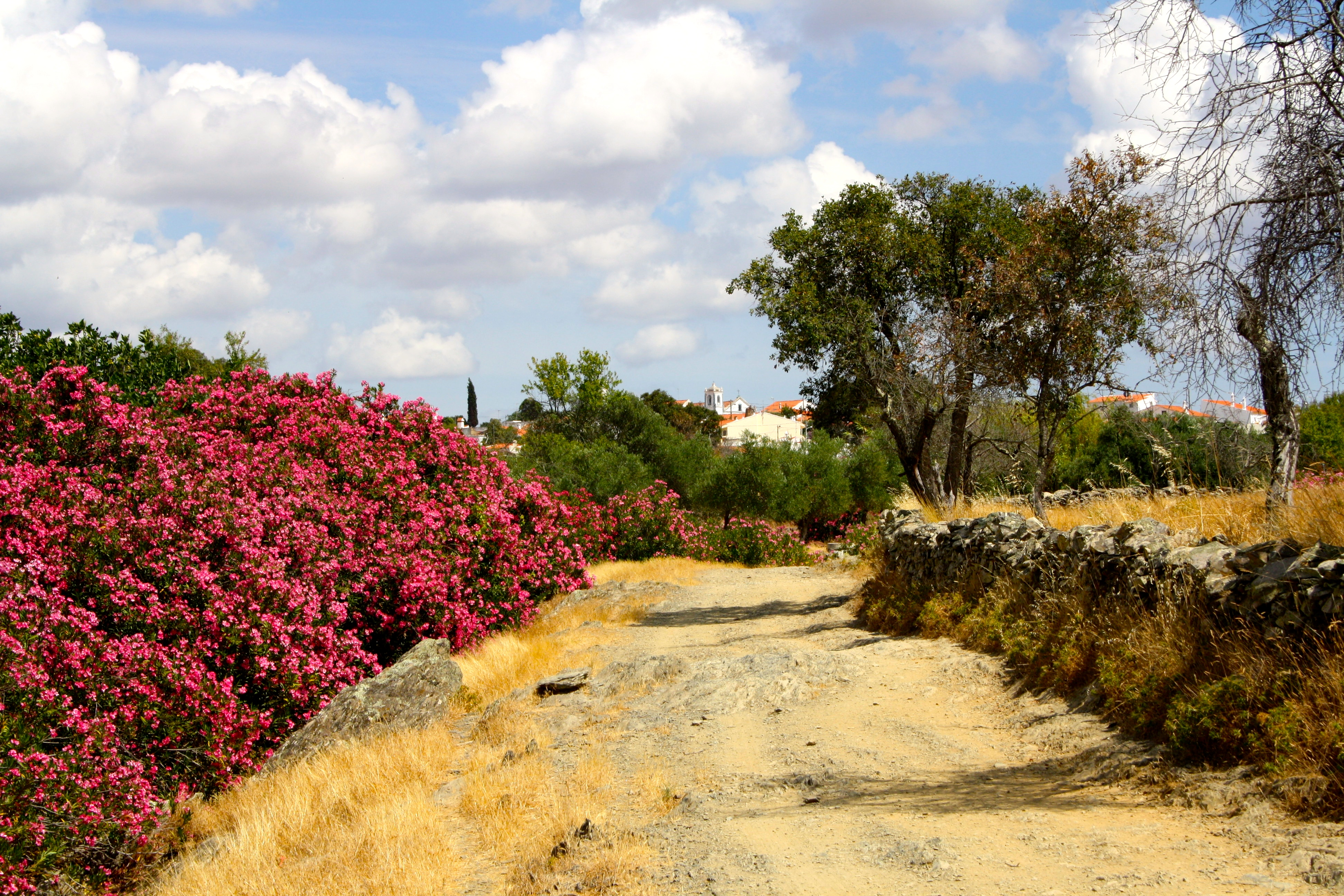
Giões
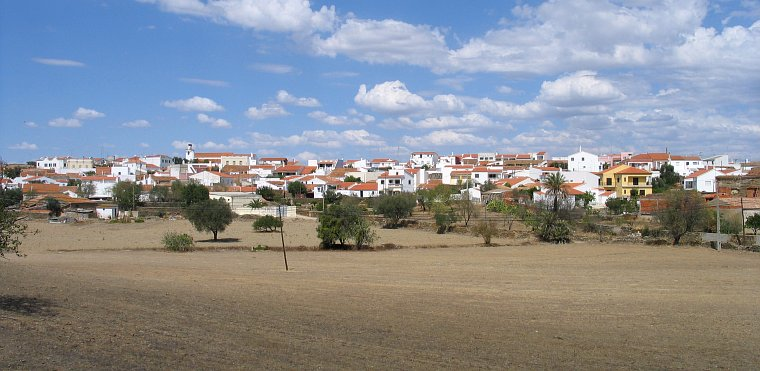
Vista de Martim Longo
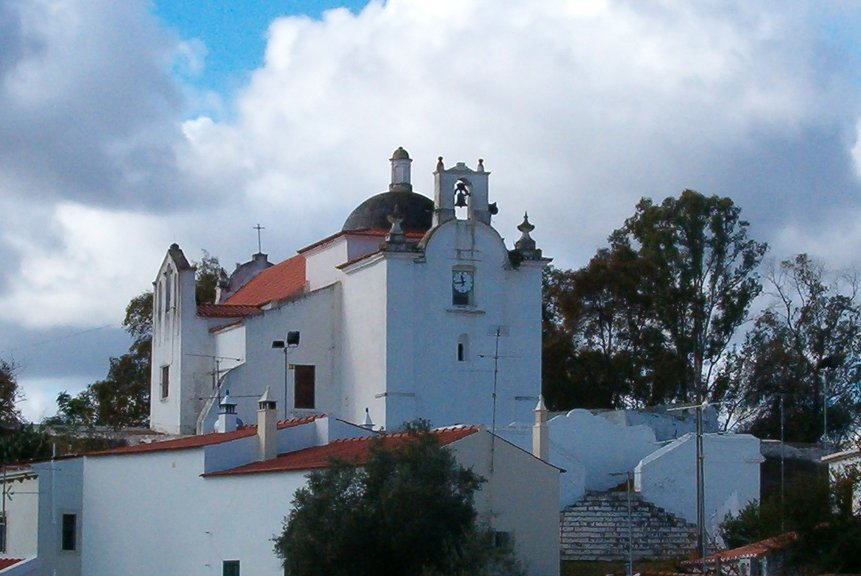
Ermida de Nossa Senhora da Conceição, na localidade de Alcoutim, no Distrito de Faro, em Portugal
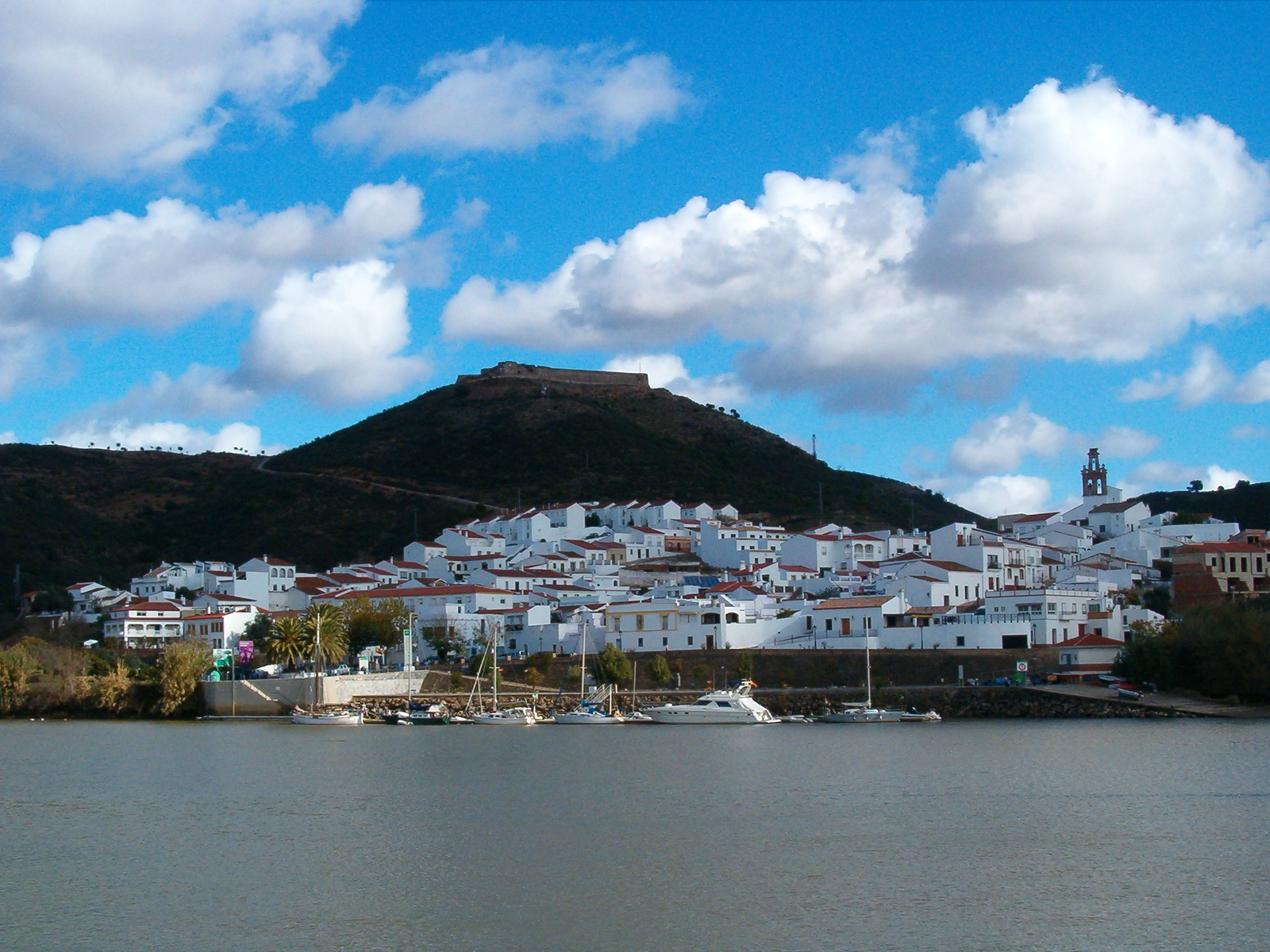
Vista de Alcoutim para o oposto Sanlúcar de Guadiana
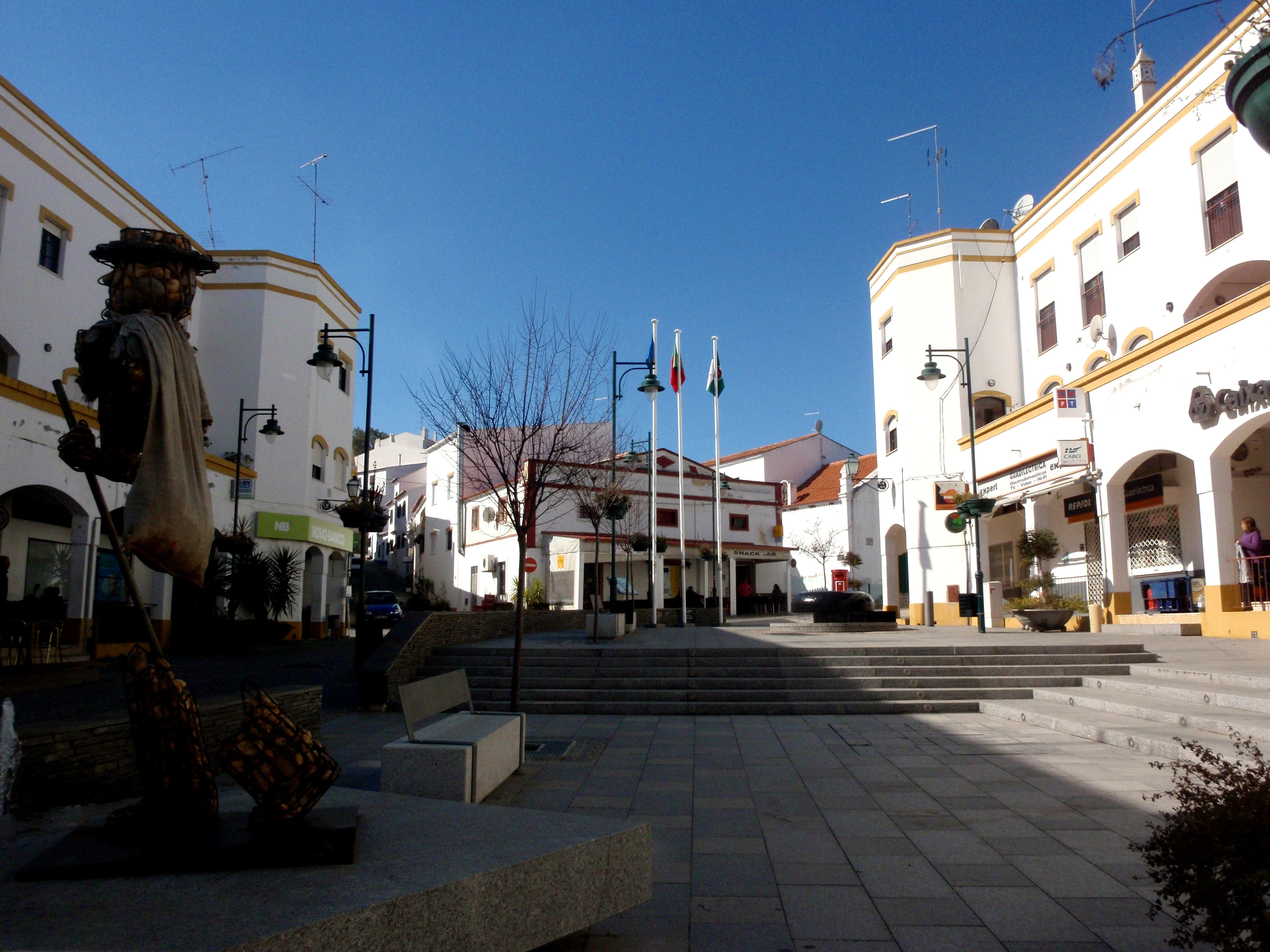
Vista
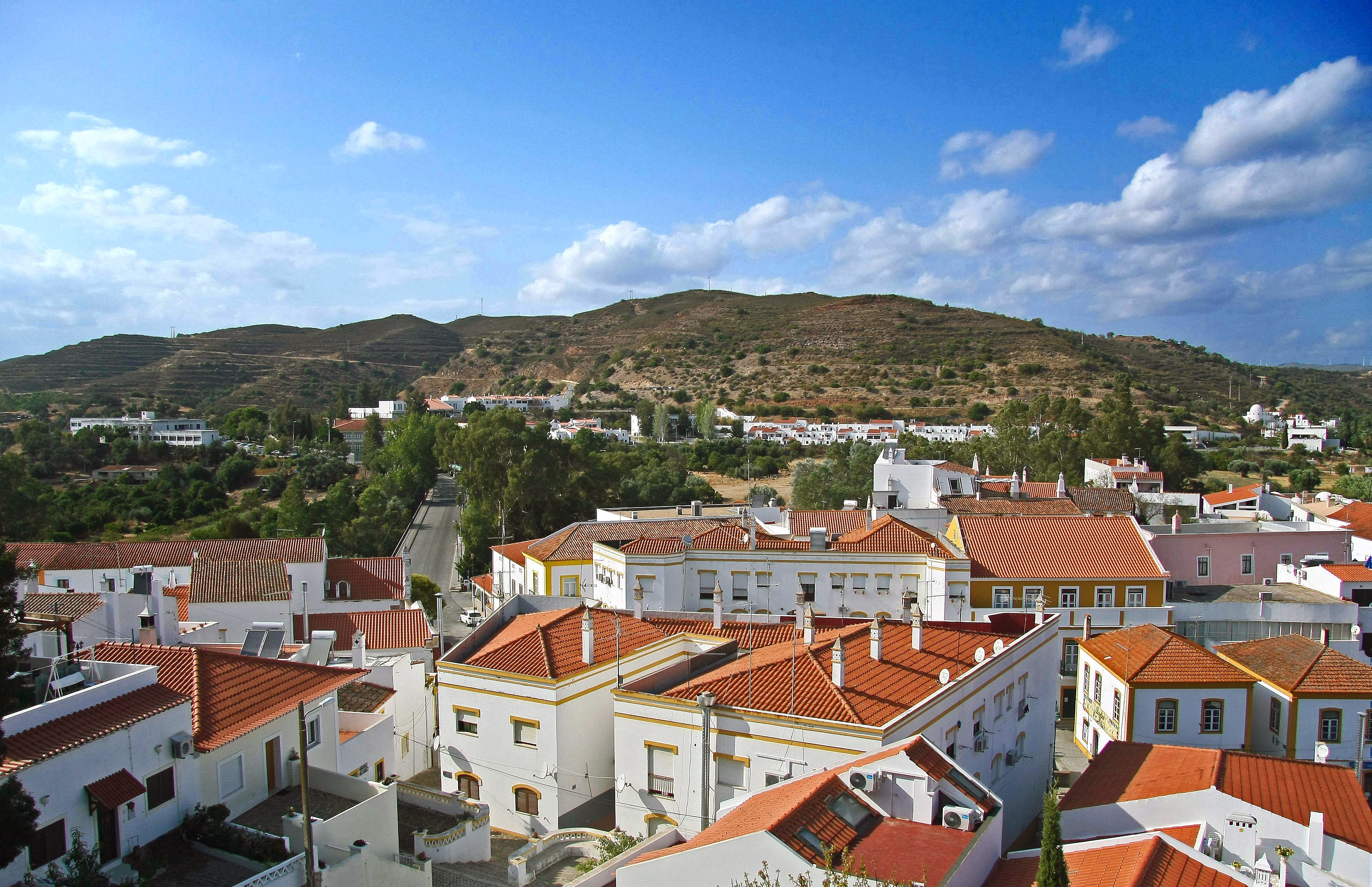
Vista
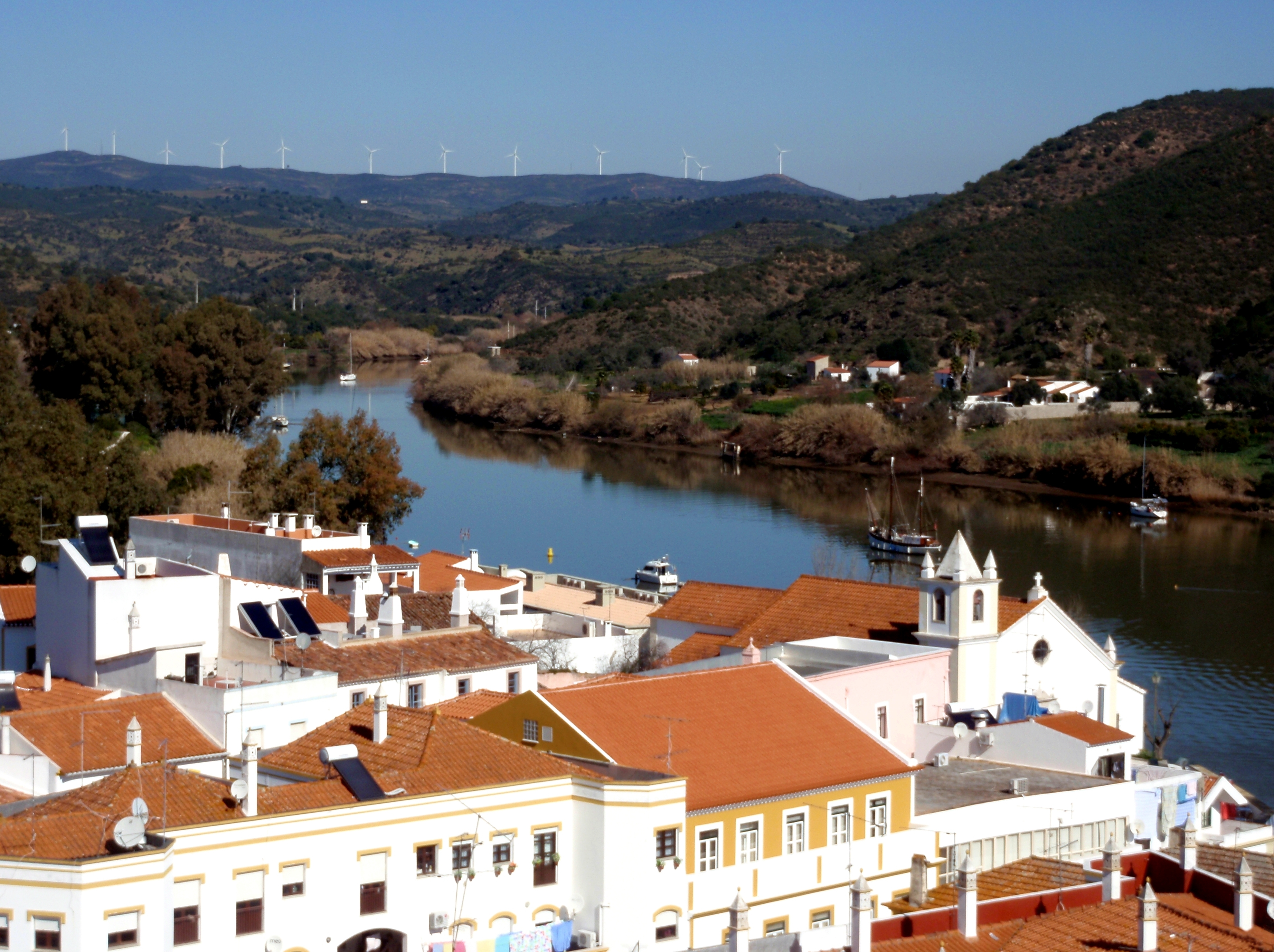
Vista